# JLS
JLS, znany także pod pełną nazwą Jack the Lad Swing – brytyjski boys band, założony w 2008. Finalista piątej edycji programu ITV The X Factor.
Po udziale w programie podpisali kontrakt z Epic Records i występowali jako support podczas trasy koncertowej Lemara. 13 lipca 2009 roku wydali swój debiutancki singel „Beat Again”, który dotarł do pierwszego miejsca listy UK Singles Chart, sprzedając się w ponad 100 tys. egzemplarzy w pierwszym tygodniu po premierze.
Wydali cztery albumy studyjne: JLS (2009), Outta This World (2010), Jukebox (2011) i Evolution (2012). W 2013 roku ogłosili zakończenie działalności zespołu oraz wydali pożegnalny album kompilacyjny, zatytułowany Goodbye – The Greatest Hits.

## Dyskografia

### Albumy studyjne
- JLS (2009)
- Outta This World (2010)
- Jukebox (2011)
- Evolution (2012)

### Albumy kompilacyjne
- Goodbye – The Greatest Hits (2013)

## Trasy koncertowe
- JLS: The Theatre Tour (2010)
- Outta This World Tour (grudzień 2010–styczeń 2011)
- 4th Dimensions Tour (marzec-kwiecień 2012)
- Goodbye: The Greatest Hits Tour (2013)